# Vuurtoren van Europa Point

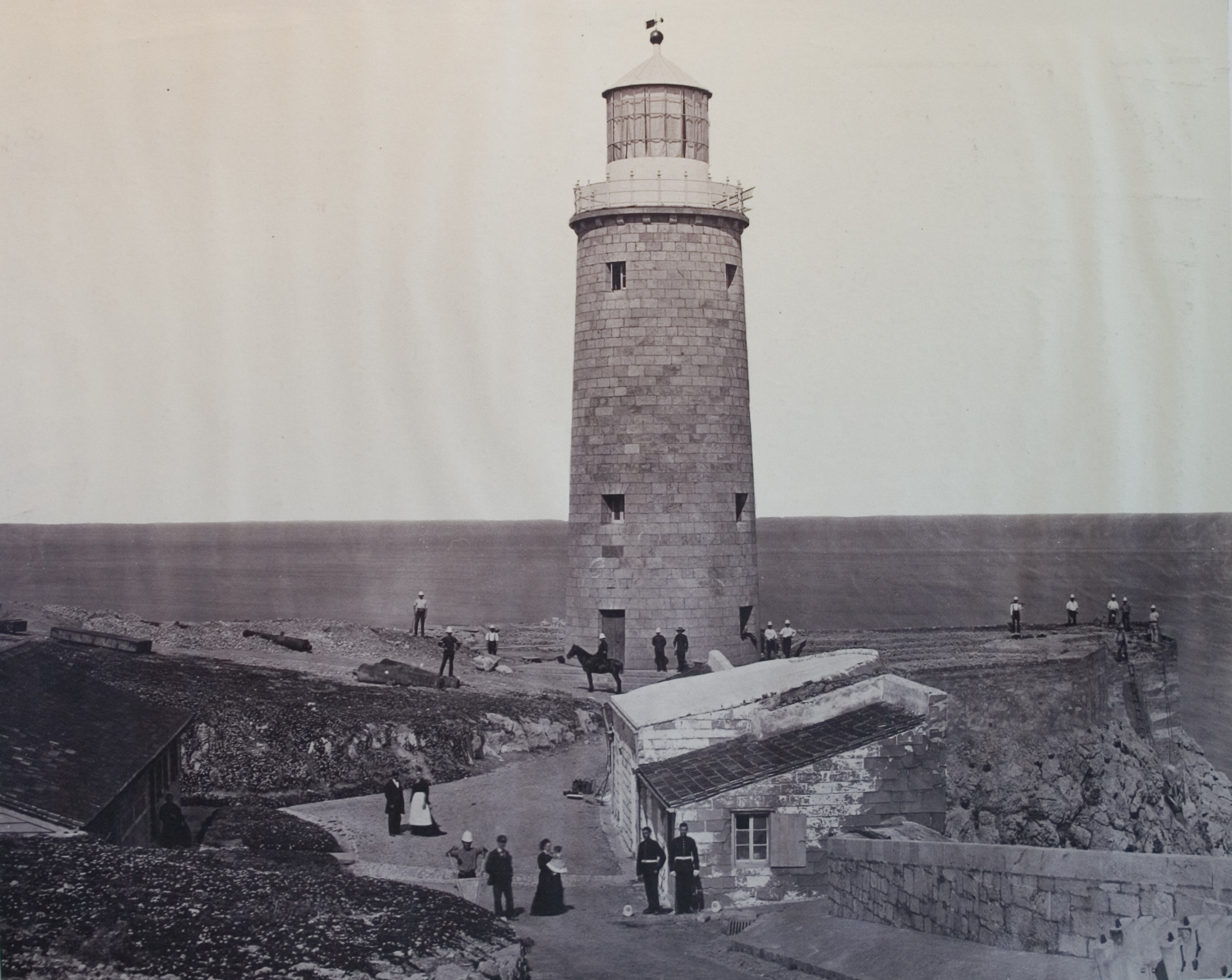
De vuurtoren in 1879.

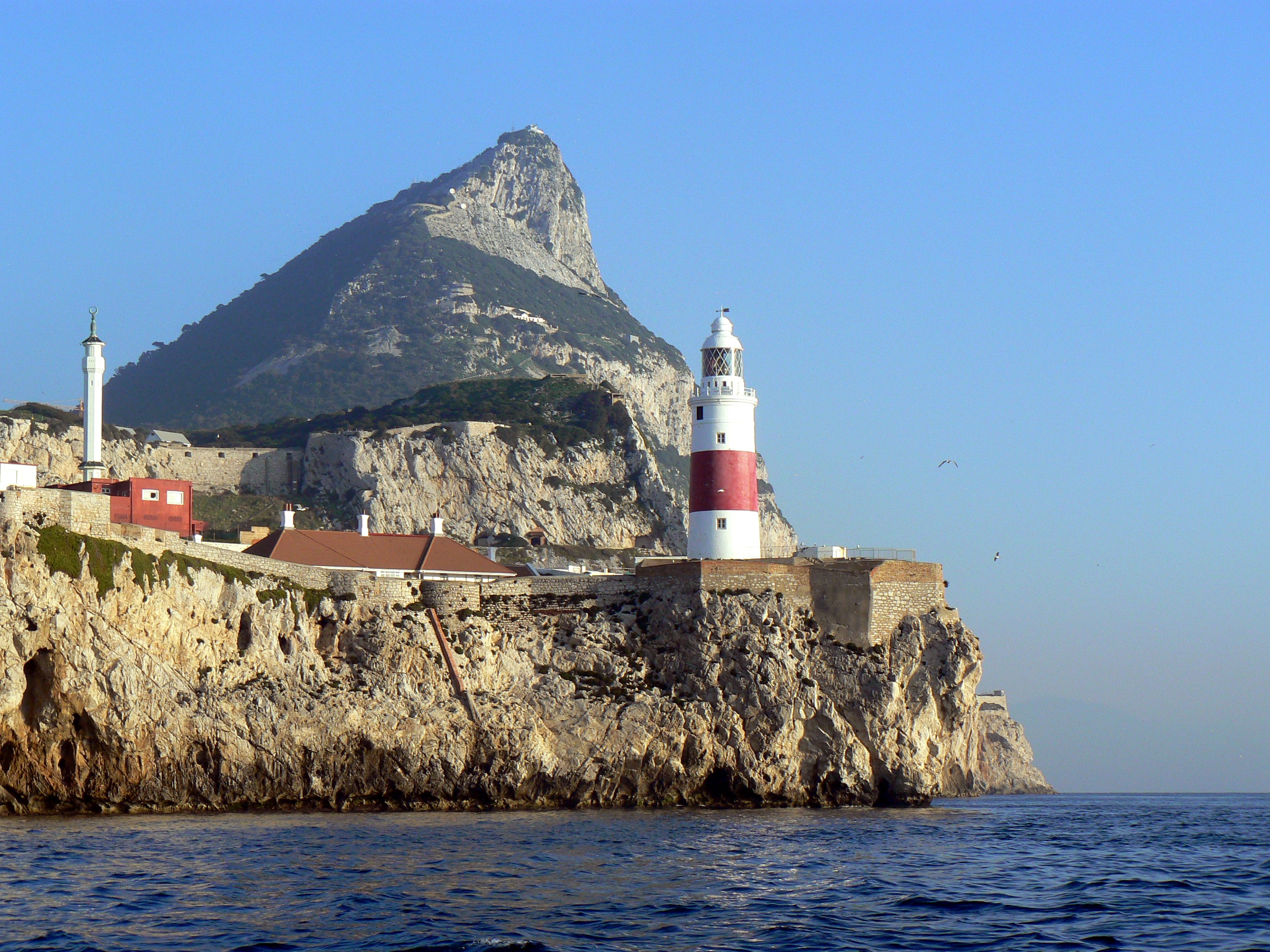
Europa Point Lighthouse en de Rots van Gibraltar.

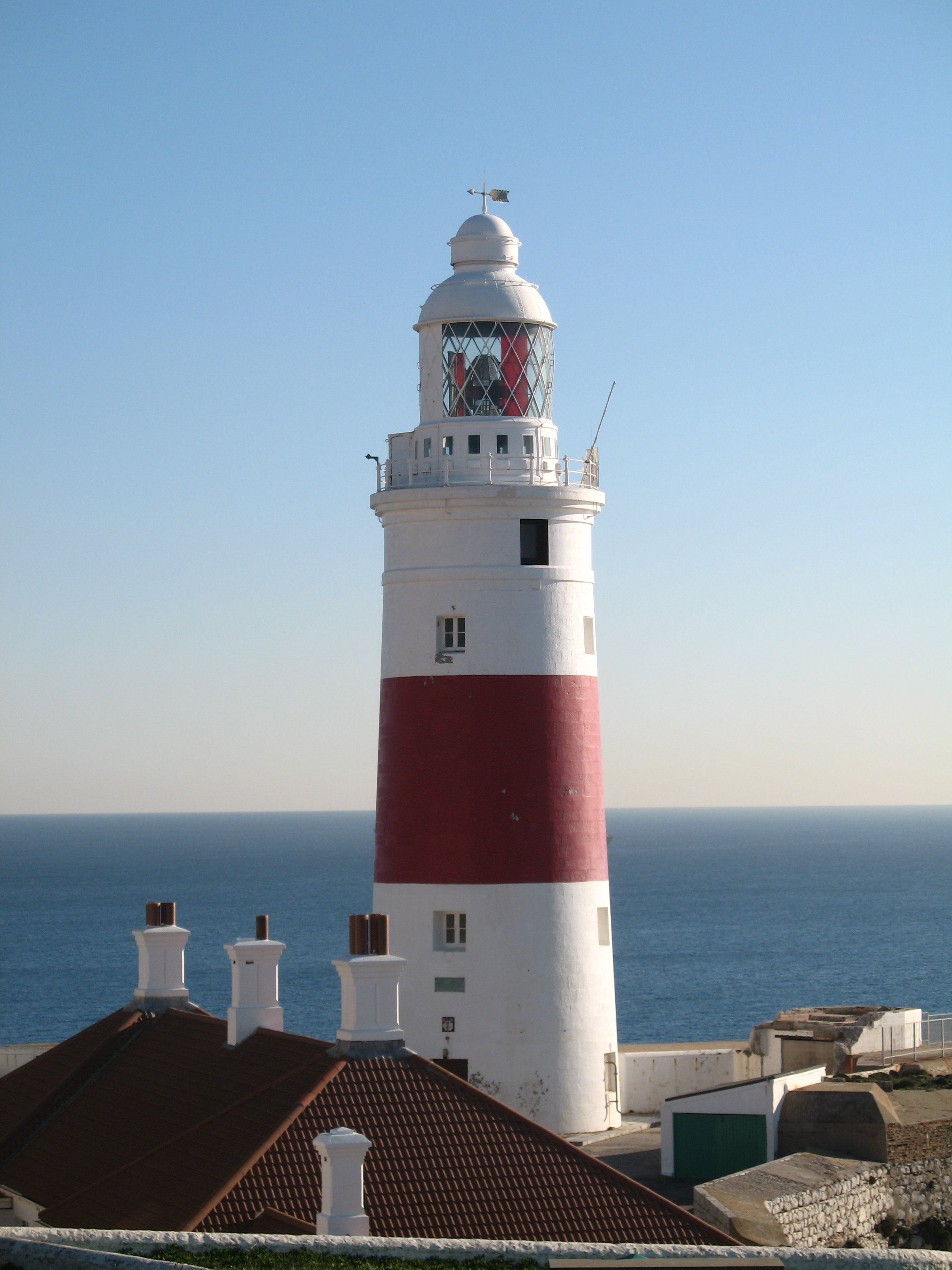
In het lichthuis is de fresnellens zichtbaar die gedeeltelijk werd omringd door een rood scherm omdat de toren ook dienstdeed als sectorlicht. De lens werd in 2016 verwijderd toen er twee ledlampen werden geïnstalleerd.

Europa Point Lighthouse is een vuurtoren die zich bevindt op Europa Point, een plaats in het zuidoosten van Gibraltar, een Brits overzees gebied dat ligt aan het zuidelijke eind van het Iberisch Schiereiland. De vuurtoren kijkt uit over de toegang tot de Middellandse Zee en dient als oriëntatiepunt voor de schepen die door de Straat van Gibraltar navigeren. Ook schippers die de Baai van Gibraltar willen aandoen gebruiken hem als richtpunt. De vuurtoren staat ook bekend onder de namen Trinity Lighthouse at Europa Point en Victoria Tower. In het Llanito, een Spaanse variant die op Gibraltar gesproken wordt, kreeg hij de naam La Farola (de straatlantaarn).
De toren wordt gecontroleerd vanuit het Planning Centre van Trinity House in Harwich in het Engelse Essex. Trinity House is verantwoordelijk voor de navigatiemiddelen in Engeland, Wales, Gibraltar en de Kanaaleilanden. Het is de enige toren die Trinity House beheert buiten het grondgebied van het Verenigd Koninkrijk en ook de zuidelijkste.

## Kenmerken en uitrusting
Het 20 m hoge cilindervormige gebouw werd opgetrokken uit baksteen. De witte toren werd in het midden voorzien van een brede rode band, zodat hij ook overdag eenvoudig te herkennen is. Het witte licht, dat telkens 10 s aan en 10 s uit is, bevindt zich 49 m boven het zeeniveau en is zichtbaar tot op 18 zeemijl (ongeveer 33,34 km). Het wordt gegenereerd door een ledlamp, die zich in het witte lichthuis bevindt. Boven deze lamp werd een tweede gemonteerd die dienstdoet als noodlicht wanneer het hoofdlicht uitvalt. De elektrische misthoorn, die bij slechte zichtbaarheid een toon van 500 Hz liet horen, werd in 2016 uitgeschakeld.

## Geschiedenis

### Het vuur in hetShrine of Our Lady of Europe
Voor de vuurtoren werd opgericht gebruikten zeevaarders het vuur dat zichtbaar was door de vensters en in de toren van het Shrine of Our Lady of Europe als navigatiemiddel. Deze kerk was oorspronkelijk een moskee die door Ferdinand IV, de koning van Castilië, werd omgebouwd tot een rooms-katholiek heiligdom na zijn herovering van Gibraltar op de Moren in 1390. Het vuur werd in stand gehouden door de olie die zeelieden geregeld als gift bij de kerk achterlieten.

### Bouw en inwerkingstelling van de vuurtoren
Met de bouw van de vuurtoren werd op 26 april 1838 gestart. In datzelfde jaar kreeg Trinity House de toren in beheer door een beslissing van het Britse parlement. Bij de eerstesteenlegging waren ongeveer 10 000 toeschouwers aanwezig. De plechtigheid werd uitgevoerd door Sir Alexander Woodford, die toen gouverneur van Gibraltar was en opperbevelhebber van het daar gelegerde garnizoen. Hij werd bijgestaan door een vertegenwoordiger van de orde van de vrijmetselaars. De vuurtoren werd voor het eerst in werking gesteld op 1 augustus 1841. Deze gebeurtenis bracht meer dan 2 000 geïnteresseerden op de been.
De eerste lichtbron bestond uit een olielamp met een enkele pit. Het licht van deze lamp werd gebundeld door een vast optisch systeem dat samengesteld was uit lichtbrekende en reflecterende elementen. Deze lichtbron werd op 25 april 1843 zodanig verbeterd dat ze ook kon waargenomen worden in Sandy Bay, een kleine baai aan de oostkust van Gibraltar. In 1854 was het licht zichtbaar tot op een afstand van 15 zeemijlen (bijna 28 km).

### Een nieuwe optiek en nieuwe branders
In 1864 werd een nieuwe optiek geïnstalleerd die was geleverd door de Chance Brothers, een Engels bedrijf gespecialiseerd in glasproductie. Om de hindernis Pearl Rock te signaleren werd een deel van de lens voorzien van een boogvormig rood scherm. Pearl Rock is een gevaarlijke rotsgroep die de westelijke toegang tot de Baai van Gibraltar bemoeilijkt. Met de nieuwe lens werd ook een nieuwe lichtbron aangebracht die bestond uit een lamp met vier pitten.
Deze lichtbron werd in 1875 opgevolgd door een oliebrander met minerale olie en eveneens vier pitten. In 1894 kwam er opnieuw een andere lamp voor in de plaats. Dit licht, dat bestond uit een brander van het type Douglas met acht pitten, had een opbrengst van 35 000 candela en werd periodiek verduisterd, waardoor de toren een herkenbaar lichtkarakter kreeg. De toren werd ook voorzien van een mistsignaal dat om de vijf minuten twee snel opeenvolgende knallen liet horen. 1894 was ook het jaar waarin Trinity House meer bevoegdheden kreeg omdat de vennootschap door de Merchant Shipping Act werd aangeduid als gezaghebbende instantie voor navigatiemiddelen in Gibraltar.
Een brander met drie gloeikousen deed zijn intrede in 1905. Deze lichtbron werd in 1923 opgevolgd door een lamp van het type Hood. Deze lamp was uitgerust met één gloeikous en werkte op petroleumdampen.

### Elektrificatie en automatisatie
Tussen 1954 en 1956 werd de toren voorzien van een roterende lens die, samen met een nu volledig elektrisch uitgevoerde lichtinstallatie, zorgde voor een opgevoerde lichtintensiteit. Het rode filter, dat voor een gedeelte van het hoofdlicht geplaatst was en de hindernis van Pearl Rock aangaf, bleef behouden, maar dit sectorlicht werd aangevuld met een bijkomend vast rood licht dat ook dit gevaar signaleerde. Dit extra licht werd ondergebracht in een ruimte onder het lichthuis waardoor de toren met 1,8 meter diende verhoogd te worden.
Met het oog op de automatisatie werd de toren voorzien van een lampenwisselaar met drie lampen, die in het midden van het bestaande lenzensysteem werd gemonteerd. Daarnaast werd het oude mistsignaal, dat werkte op lucht, vervangen door een elektrisch type dat een toon van 500 Hz genereerde. Deze hoorn kreeg een plaats op de galerij rond het lichthuis. In februari 1994 was de volledige automatisatie doorgevoerd.

### Mogelijke buitendienststelling en verdere modernisering
De werking van de toren kwam in het gedrang toen in februari 2014 door de Gibraltar Football Association plannen voor de bouw van een nieuw UEFA-voetbalstadion van de vierde categorie werden bekendgemaakt. Deze nieuwe omvangrijke constructie zou het zicht op de toren belemmeren waardoor het licht niet langer overal vanop zee waarneembaar zou zijn. De vuurtoren zelf kon behouden blijven, maar er werd overwogen om de lichtbron in de toren uit te schakelen en een nieuwe lamp boven op het stadion te monteren. Mede door het protest van de actiegroep Save Europa Point werd in september 2015 een andere locatie gekozen voor een kleiner stadion.
In 2016 werden de lampenwisselaar en het roterende lenzenstelsel gedemonteerd. In de plaats kwamen twee ledlampen. Deze lichtbronnen, waarvan er een de functie van hoofdlicht vervulde en een ander als noodlicht diende, werden boven elkaar geplaatst. Verder werden ook andere onderdelen van het elektrisch systeem vernieuwd. Tijdens deze aanpassingen werden ook het mistsignaal en het extra sectorlicht uitgeschakeld. Het oude lenzensysteem werd als museumstuk overgebracht naar de Universiteit van Gibraltar.

## Radioamateurs
De vuurtoren werd telkens gedurende de derde week van augustus gebruikt door radioamateurs die door middel van spraak, datasignalen en morsecode contact probeerden te maken met de rest van de wereld.